# Pseudomesochra latifurca
Pseudomesochra latifurca är en kräftdjursart som först beskrevs av Sars 1906.  Pseudomesochra latifurca ingår i släktet Pseudomesochra och familjen Pseudotachidiidae. Inga underarter finns listade i Catalogue of Life.